# Cochranella adiazeta
Cochranella adiazeta är en groddjursart som beskrevs av Pedro M. Ruiz-Carranza och Lynch 1991. Cochranella adiazeta ingår i släktet Cochranella och familjen glasgrodor. Inga underarter finns listade i Catalogue of Life.